# 艾昂鎮區 (密蘇里州聖弗朗索瓦縣)
艾昂鎮區（英語：Iron Township）是位於美國密蘇里州聖弗朗索瓦縣的一個行政鎮區。

## 地方資料
艾昂鎮區的面積為126.55平方千米，當中陸地面積為124.84平方千米，而水域面積為1.71平方千米。根據2020年美國人口普查的數據，當地共有人口2720人，而人口密度為每平方千米21.49人。